# Campo especial número 7 del NKVD
El Campo especial número 7 del NKVD fue un campo de internamiento para prisioneros políticos operado por esta policía soviética en Weesow entre mayo y agosto de 1945, y en el antiguo campo de concentración de Sachsenhausen desde agosto de 1945 hasta la primavera de 1950.

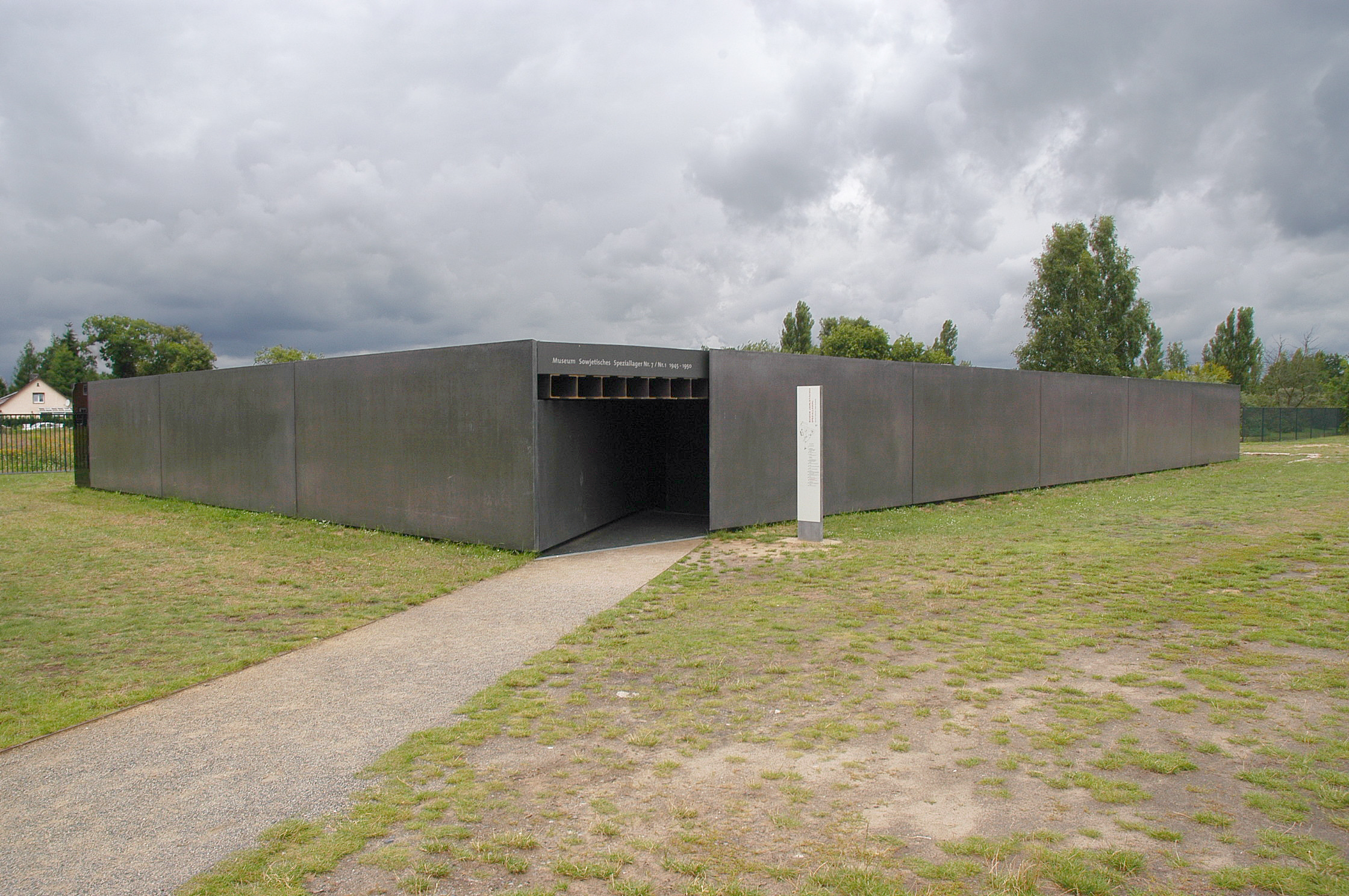
Museo del Campo especial Núm. 7 del NKVD, Sachsenhausen

El campo acogió en un primer lugar funcionarios nazis, presos políticos y condenados por el Tribunal Militar Soviético. Los 60.000 internos en esos cinco años incuyeron a unos 6.000 oficiales alemanes transferidos desde campos de detención de los demás Aliados. Otros eran funcionarios de la Alemania nazi, anticomunistas y prisioneros soviéticos, incluyendo colaboradores de los nazis y/o soldados que habían contraído enfermedades de transmisión sexual durante la ocupación. Para 1948, Sachsenhausen, renombrado como "Campo especial número 1", se había convertido en el mayor de los tres existentes en la zona de ocupación soviética de Alemania. Cuando el campo fue cerrado en 1950, numerosos presos fueron transferidos a cárceles de la recién creada República Democrática Alemana (RDA).
Uno de los comandantes del campo fue el general Román Rudenko, uno de los fiscales jefe durante los Juicios de Núremberg.